# Sueviota
Sueviota is een geslacht van straalvinnige vissen uit de familie van grondels (Gobiidae).

## Soorten
- Sueviota aprica Winterbottom & Hoese, 1988
- Sueviota atrinasa Winterbottom & Hoese, 1988
- Sueviota lachneri Winterbottom & Hoese, 1988
- Sueviota larsonae Winterbottom & Hoese, 1988